# 中野麻美
中野 麻美（なかの まみ、1951年 - ）は、日本の弁護士。
1975年北海道大学法学部卒業。1979年弁護士登録（東京弁護士会）。NPO派遣労働ネットワーク理事長。夫は寺井一弘。りべるて・えがりて法律事務所に所属し、労働問題を取り扱う。

## 著書
- 『派遣社員トラブルなんでもQ&A こんなにもある!』日本法令 2000
- 『労働者派遣法の解説』一橋出版 2000
- 『労働ダンピング 雇用の多様化の果てに』岩波新書　2006
- 『雇用破綻最前線 雇い止め・派遣切り・条件切り下げ』岩波ブックレット 2011

### 共編著
- 『はたらく女の母性と健康 女性のいのちを美しく』丸本百合子、岡村三穂共著 労働旬報社 ヒューマン・ネットワーク・シリーズ 1988
- 『二十歳の法律ガイド』木村晋介,島村麻里共著 有斐閣 1990
- 『自分らしく働く派遣スタッフ読本 これ一冊で派遣のすべてがわかる』編著 労働教育センター 1992
- 『患者の権利と良い医療 医療生協のとりくみから』高野昭夫,篠崎次男共著 自治体研究社 1996
- 『働く女たちの裁判 募集・採用からセクシャル・ハラスメントまで』大脇雅子,林陽子共著 学陽書房 1996
- 『21世紀の男女平等法』大脇雅子,中島通子共編 有斐閣選書　1996
- 『労働ビッグバンと女の仕事・賃金』森ます美,木下武男共編 青木書店 1998
- 『あなたをパワーアップ 改正均等法活用のポイント』池田芳江共編著 労働教育センター 1999
- 『ワタシの「困った!」を解決する本 女性弁護士が教えるトラブル解決術』村千鶴子,吉岡睦子共著 旬報社 2000
- 『労働者派遣の法律相談』編著 派遣労働研究会著 ぎょうせい 2001
- 『全図解セクハラ・DV・ストーカー・ちかん 被害者を救う法律と手続き』飯野財共著 自由国民社 2003
- 『最新労働者派遣法Q&A これだけは知っておきたい労働法』浜村彰共編 旬報社 2004
- 『派遣法改正で雇用を守る』西谷敏共著 旬報社 2009
- 『ハラスメント対策全書 職場における人権保障と活性化のために』編著 金子雅臣,荒井千暁著 エイデル研究所 2010
- 『農協に働く労働者のための権利読本 第1巻』佐久間大輔,上条貞夫共著 全国農業協同組合労働組合連合会 2011
- 『農協の労働組合のための権利読本 第2巻』藤本正共著 全国農業協同組合労働組合連合会 2011
- 『新しい労働者派遣法の解説 派遣スタッフと派遣先社員の権利は両立できるか』派遣労働ネットワーク共編 旬報社 2017

## 論文
- ＜中野麻美